# Črna mačka, beli mačkon
Črna mačka, beli mačkon (srbsko Црна мачка, бели мачор; Crna mačka, beli mačor) je srbski romantični črno komični film iz leta 1998, ki ga je režiral Emir Kusturica po scenariju Gordana Mihića. V glavnih vlogah nastopajo Bajram Severdžan, Srđan Todorović, Branka Katić, Florijan Ajdini, Ljubica Adžović, Zabit Memedov, Sabri Sulejmani, Jašar Destani, Stojan Sotirov, Predrag-Pepi Laković in Predrag-Miki Manojlović. Dogajanje je postavljeno v vzhodno Srbijo ob Donavi in v bližini bolgarske meje, kjer se romski mali zločinec Matko (Severdžan) s sinom Zaretom (Ajdini) le stežka prebija. Za poplačilo dolgov privoli v poroko sina s hčerjo gangsterja. Liki v filmu uporabljajo romščino, srbščino in bolgarščino.
Film je bil premierno prikazan 1. junija 1998 v srbskih kinematografih, 30. septembra v francoskih in 28. januarja 1999 v nemških. Naletel je na dobre ocene kritikov in bil na Beneškem filmskem festivalu nagrajen s srebrnim levom za najboljšo režijo, malim zlatim levom in nagrado Laterna Magica, nominiran pa je bil tudi za zlatega leva. Nominiran je bil za nagrado Goya za najboljši evropski film in evropsko filmsko nagrado za najboljšo fotografijo, osvojil pa je nagrado občinstva na Filmskem festivalu Black Nights v Talinu. Kusturica si je film sprva zamislil kot dokumentarni film o romski glasbi z delavnim naslovom Musika Akrobatika, kasneje se je odločil za igrani film z romsko filmsko glasbo, ki je izšla tudi kot album.

## Vloge
- Bajram Severdžan kot Matko Destanov
- Srđan Todorović kot Dadan Karambolo
- Branka Katić kot Ida
- Florijan Ajdini kot Zare Destanov
- Ljubica Adžović kot Sujka
- Zabit Memedov kot Zarije Destanov
- Sabri Sulejmani kot Grga Pitić
- Jasar Destani kot Grga Veliki
- Salija Ibraimova kot Afrodita
- Stojan Sotirov kot bolgarski carinik
- Predrag Laković kot duhovnik
- Miki Manojlović kot duhovnik